# 达布察克镇
达布察克镇是内蒙古伊克昭盟乌审旗的政府所在地。总面积504.8平方公里，人口近2.5万人，下辖6个嘎查村委会和10个社区居委会。
境内年平均降水量334毫米。有席尼喇嘛陵园，乌审旗第2大水库——海流图河团结水库，有400多年历史的海流图庙和状元白塔。
2005年10月，达布察克镇与嘎鲁图苏木合并为嘎鲁图镇。